# Вишнева (Черна гора)
Вишнева (на сръбски: Вишњева) е село в Черна гора, разположено в община Котор. Населението му според преброяването през 2011 г. е 12 души.

## Население
Численост на населението според преброяванията през годините:
- 1948 – 107 души
- 1953 – 105 души
- 1961 – 89 души
- 1971 – 78 души
- 1981 – 38 души
- 1991 – 12 души
- 2003 – 128 души
- 2011 – 12 души